# 詹伯a
《詹伯a》（原題：ジャンボーグA） 是圓谷製作公司所製作的特攝電視劇，於1973年1月17日到1973年12月29日在朝日電視台播放，共50話。

## 概要
本作講述了熱血青年立花直樹利用綠寶石星人賦予的宇宙機器人詹伯A、詹伯奈與邪惡侵略者哥斯星人戰鬥的故事。並和《超人力霸王太郎》和《火炎人》，並為圓谷株式會社成立10週年的紀念作。
另一方面，為了和超人力霸王區分開來，詹伯A和詹伯奈的設計，無論是臉部還是身體，都會有與超人力霸王截然不同的設計。
該部在泰國播出受到廣受歡迎，並製作並放映了一部名為*钟寺巨人与詹伯A的原創戲劇電影，是TV版第48集和最終話的重新編輯版本。

## 故事大綱
廣袤無垠的宇宙中有一顆以殺戮、掠奪和破壞著稱的恐怖星球哥斯星，它的統治者野心勃勃，將戰火波及到地球，不斷派怪獸到地球殺害人類。
當地球保卫队长立花信被哥斯星人杀害後，其弟弟立花直树决定打败哥斯星人为哥哥报仇。而遠從翡翠星來的翡翠星人則赐予直树机器人詹伯A。平时可以变成滑翔机。手表也被改造会发出绿光作信号。

## 登場角色

### 駕駛員
| 角色           | 演員     | 配音 | 介紹 |
| 立花直树 （ ） | 立花直樹 |      | 本作主角，詹伯A和詹伯奈的駕駛員。 是大利根航空的社員，在第一話得知哥哥立花信被被哥斯星人杀害後，不顧一切地為了報仇而駕駛飛機企圖撞擊哥斯星人的飛船。它被擊落了，但就在它墜毀之前，則被一個翡翠星人救了下來，並因此得到了詹伯A以進行保護地球免受哥斯星人的侵害。 為人直率，但有時也會突然表現出暴躁或是魯莽的行為，故事前期曾經常不聽從翡翠星人的勸告下與敵人交戰，但最終則在戰鬥中逐漸成長起來，並獲得了冷靜和正確的判斷力。 |

### 立花家
- 立花和也（香山高寛 飾）
- 立花茂子（櫻田千枝子（日语：桜田千枝子）飾）
- 伴野大作（田崎潤飾）

### PAT
- 立花信也（天田俊明飾）
- 岸竜蔵（大橋一元飾）
- 濱田守（松川勉飾）
- 熊井五郎（丸岡将一郎飾）
- 野村節子（加瀬麗子 飾）
- 風間一平（中村俊男飾）
- 大羽健次（瀬戸山功飾）
- 村上浩（和崎俊哉飾）
- 安田秀彦（杉山元飾）
- 野村由起（市地洋子飾）
- 岸京一郎（石田信之飾）
- 小野寺参謀（佐原健二飾）

## 登場英雄

### 詹伯A
- 身長：40米
- 体重：3万吨
- 飛行速度：11马赫

本作登場的巨大英雄，是翡翠星人製造的宇宙機器人，在第1話中為了保護受哥斯星人侵略的地球，託付給了立花直樹，平時以直樹乘坐的螺旋槳飛機存在。要變身時，只要直樹吼出「Jean・Fight!」，當直樹哥哥的遺物「手錶」閃耀出翡翠色時就能開始變形要變回來時，則只要喊「Flight Return」。
駕駛艙在左眼的深處，平時動作和戰鬥都是以直樹腦波進行傳送傳送。除了能使用瞬間移動光線和多種必殺技能，如艾美蘭魯德光線之外，還可以在地球上和宇宙裡飛行，弱點則是背部內置的燃料箱。
第27話中因為受到受哥斯星人操縱的詹伯殺手攻擊而嚴重損傷，最終因為翡翠星人的力量和直樹的修理而重新復活。

### 詹伯奈
- 身長：50米
- 体重：5万吨
- 出力：100万馬力
- 走行速度：900km/h

本作登場的另一個巨大英雄，是是翡翠星人贈給直樹的二號機器人。平時偽裝成直樹的汽車，平時要戰鬥時，直樹會大吼：Jean-fight·Two-Dash（ジャン・ファイト・ツー・ダッシュ）因而使詹伯奈變形。再次要返回汽車形態時便叫出“Quick Return”，然後拉動方向盤瞬間變形。
操縱方法和詹伯A不一樣，是車子的功能。利用方向盤和雙腿的踏板進行手動操縱。活用其手動移位。並且可以通過換擋來使詹伯奈的速度進行變化。另外在戰鬥時有時候會發出剎車或者驅動的聲音，然而並無法飛行。

## 製作人员
- プロデューサー：淡豊昭
- 撮影：町田敏行（本編）、君塚邦彦（特撮）
- 照明：比留川大助、小島真二（本編）、原文良（特撮）
- 美術：菊地昭、菅野幸光（本編）、大澤哲三（特撮[注 1]）
- 編集：柳川義博
- 効果：小森護雄
- 合成技術：宮西武史
- 操演：小笠原亀
- 機電：倉方茂雄
- 音楽：菊池俊輔
- 特殊技術：矢島信男、高野宏一、真野田陽一、吉村善之、大木淳、佐川和夫
- 怪獣デザイナー：米谷佳晃、大澤哲三、木目憲吾
- 制作：毎日放送、円谷プロ
- ノンクレジット
  - プロデューサー：青木民男[1]、西明実[2]、斉藤偵[2]（毎日放送担当）、井口亮[2]（毎日放送東京本社担当）

## 漫畫

### 1970年版

#### 掲載誌
- 幼稚園（画：宮坂栄一）
- 小学一年生（画：中城けんたろう）
- 小学二年生（画：内山まもる）

### 1973年版

#### 掲載誌
- 小学一年生（画：さいとうあきら、浅井まさのぶ）
- 小学二年生（画：江原伸）
- 小学三年生（画：内山まもる、生田正次）
- 小学四年生（画：高須礼二、池原しげと）
- 小学五年生（画：ひゃくた保孝）
- 小学六年生（画：富田一公）
- 小学館BOOK（画：みやぞえ郁雄）

## 脚注

### 註釈
1. ↑  メカデザインも担当。

## 関連項目
- 钟寺巨人与詹伯A
- 超人超斗士激传（日语：ウルトラマン超闘士激伝）
- 大怪獸格鬥 超銀河傳說 THE MOVIE
- 赛罗·奥特曼 THE MOVIE 超决战！贝利亚银河帝国
- 超人力霸王杰洛外传 KILLER THE BEAT STAR（日语：ウルトラマンゼロ外伝 キラー ザ ビートスター）
- 新奥特曼列传
- 砂漠的棒球部（日语：砂漠の野球部）
- 人气怪兽大游行（日语：人気怪獣大パレード）
- 三光政策

## 參看
詹伯x